# Șugag
Șugag [ˈʃugag] (deutsch Schugag, ungarisch Sugág) ist eine rumänische Gemeinde im Kreis Alba in der Region Siebenbürgen.

## Geographische Lage

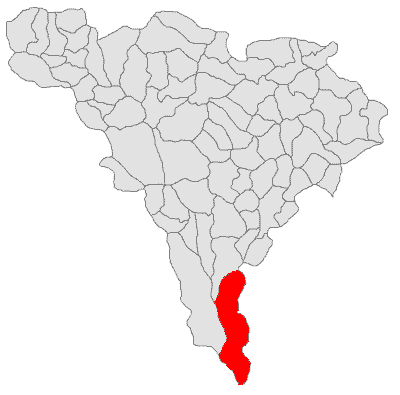
Lage der Gemeinde Șugag im Kreis Alba

Die Gemeinde Șugag liegt im Unterwald, im Süden des Kreises Alba. Zwischen Șureanu-Gebirge (Mühlbacher Gebirge) und dem Cindrel-Gebirge (Zibinsgebirge) am Oberlauf des Sebeș (Mühlbach) – einem linken Zufluss des Mureș –, liegt das etwa 6 Kilometer lange Gebirgsdorf zwischen dem Căpâlna- (Lacul Căpâlna) im Norden, und dem Tău-Bistra-Stausee (Lacul Tău-Bistra) im Süden. Am Drum național 67C – der sog. Transalpina –, befindet sich der Ort Șugag 27 Kilometer südlich von Sebeș (Mühlbach); die Kreishauptstadt Alba Iulia (Karlsburg) liegt 44 Kilometer nördlich von Șugag entfernt.
Die Transalpina oder der „Königs-Weg“ (Drumul Regelui) – nur teilweise asphaltiert – ist beim Pasul Urdele (2145 m) die höchstgelegene Nationalstraße Rumäniens in den Transsilvanischen Alpen.

## Geschichte
Auf dem Gebiet des Ortes – auf einem von den Einheimischen Vârful lui Pătru genannten Areal – befinden sich die Ruinen eines römischen Kastells.
Der Ort Șugag als solcher wurde 1750 unter der Bezeichnung Schugag erstmals urkundlich erwähnt.
Die Bewohner leben heute vorwiegend von der Viehzucht (insbesondere von der Schafzucht) und der Holzverarbeitung.

## Bevölkerung
Die Bevölkerung der Gemeinde entwickelte sich wie folgt:
| Volkszählung | Volkszählung | Ethnische Zusammensetzung | Ethnische Zusammensetzung | Ethnische Zusammensetzung | Ethnische Zusammensetzung |
| Jahr         | Bevölkerung  | Rumänen                   | Ungarn                    | Deutsche                  | andere                    |
| ------------ | ------------ | ------------------------- | ------------------------- | ------------------------- | ------------------------- |
| 1850         | 1.222        | 1.215                     | -                         | -                         | 7                         |
| 1900         | 2.084        | 2.070                     | 10                        | 2                         | 2                         |
| 1941         | 2.276        | 2.273                     | -                         | -                         | 3                         |
| 1977         | 6.925        | 6.676                     | 215                       | 27                        | 7                         |
| 2002         | 3.239        | 3.211                     | 25                        | 2                         | 1                         |
| 2011         | 2.726        | 2.628                     | 8                         | -                         | 90                        |
| 2021         | 2.602        | 2.432                     | 4                         | -                         | 166                       |

Die höchste Einwohnerzahl der heutigen Gemeinde – gleichzeitig die der Rumänen und der Ungarn – wurde 1977 ermittelt und nahm seitdem dramatisch ab. Die höchste Bevölkerungszahl der Deutschen (33) wurde 1920 und die der Roma (7) 1850 registriert. Darüber hinaus bezeichneten sich 1900 zwei, 1910 und 1977 je ein Einwohner als Ukrainer und 1966 einer als Slowake.

## Sehenswürdigkeiten
- Die rumänische-orthodoxe Kirche von Șugag.[6]
- Das Dorfmuseum der Gemeinde Șugag.[6]
- Das Țeț-Kloster (Sfântul Mare Mucenic Gheorghe), 1955 errichtet. Eine Holzkirche und Wohnräume wurden 1979–1999 auf dem Gelände des Klosters errichtet. In dem 25 Kilometer südlich vom Dorf Șugag entfernten Kloster leben 25 Nonnen.[7]
- Das Oașa-Kloster (Adormirea Maicii Domnului und Sfântul Mare Mucenic Pantelimon), dessen Holzkirche 1983 wegen des Fetița-Stausees hier neu errichtet wurde, befindet sich ca. 42 Kilometer südlich von Șugag entfernt. In einer Meereshöhe von ca. 1400 m gelegen, wurde das Kloster ursprünglich von Nonnen bewohnt; wegen des erschwerten Zugangs – vorwiegend im Winter –, leben im Kloster seit dem 1. Juni 2000 20 Mönche.[7]